# Huliu He Shuiku
Huliu He Shuiku (kinesiska: 壶流河水库) är en reservoar i Kina. Den ligger i provinsen Hebei, i den norra delen av landet, omkring 160 kilometer väster om huvudstaden Peking. Huliu He Shuiku ligger 914 meter över havet. Trakten runt Huliu He Shuiku består till största delen av jordbruksmark.
Genomsnittlig årsnederbörd är 643 millimeter. Den regnigaste månaden är juli, med i genomsnitt 155 mm nederbörd, och den torraste är januari, med 2 mm nederbörd.